# Puyehue (Chile)
Puyehue ist eine Kommune im Süden Chiles. Sie liegt in der Provinz Osorno in der Región de los Lagos. Sie hat 11.667 Einwohner und liegt etwa 96 Kilometer nordöstlich von Puerto Montt, der Hauptstadt der Region.

## Geschichte
Ursprünglich lebten auf dem Gebiet die Huilliche. 
1972 wurde die Gemeinde offiziell gegründet, damals noch unter dem Namen Entre Lagos. 1988 wurde die gesamte Gemeinde umbenannt und erhielt ihren heutigen Namen, ihr Hauptort behielt allerdings den Namen Entre Lagos. Mit der Umbenennung sollte ein Bezug zum gleichnamigen See, Vulkan, Thermalgelände und Nationalpark auf dem Gebiet der Gemeinde geschaffen werden.

## Demografie und Geografie
Laut der Volkszählung aus dem Jahr 2017 leben in Puyehue 11.667 Einwohner, davon sind 5958 männlich und 5709 weiblich. 42,8 % leben in urbanem Gebiet, der Rest in ländlichem Gebiet. Der Hauptort der Gemeinde ist Entre Lagos, daneben befinden sich eine Vielzahl kleinerer Dörfer auf dem Gebiet der Kommune. Die Kommune hat eine Fläche von 1597,9 km² und grenzt im Norden an Río Bueno in der Regíon de los Ríos, im Osten an Argentinien und deren Provinz Neuquén, im Süden an Puerto Varas und Puerto Octay und im Westen an Osorno und San Pablo.
Inmitten der Kommune befindet sich der Lago Puyehue, an dessen Ufer sich auch der Hauptort der Gemeinde, Entre Lagos, befindet. An der Südgrenze der Kommune befindet sich der Lago Rupanco, die Nordgrenze wird durch den aus dem Lago Puyehue entspringenden Río Pilmaiquen markiert. Die Landschaft in Puyehue ist vor allem geprägt von Feldern und Wäldern, letztere sind besonders im Nationalpark Puyehue geschützt. Somit ist es auch Teil des UNESCO Biosphärenreservates Bosques Templados Lluviosos de los Andes Australes. Der Vulkan Casablanca liegt ebenfalls auf dem Gebiet der Gemeinde.
Ebenfalls durch die Kommune verläuft der Paso Fronterizo Cardenal Samoré, einer der wichtigsten Andenpässe im südlichen Chile. Er verbindet die beiden Städte Osorno und San Carlos de Bariloche.

## Wirtschaft und Politik
In Puyehue gibt es 223 angemeldete Unternehmen, der größte Wirtschaftssektor ist die Landwirtschaft, in diesem vor allem die Viehzucht.
Die aktuelle Bürgermeisterin von Puyehue ist María Jimena Núñez Morales von der rechtskonservativen UDI. Auf nationaler Ebene liegt Puyehue im 56. Wahlkreis, unter anderem zusammen mit Llanquihue, Frutillar und Puerto Varas.

## Kultur und Tourismus
Puyehue ist eine wichtige Touristendestination in der Región de los Lagos. Der gleichnamige Nationalpark ist mit über 100.000 Besuchern (2019) einer der wichtigeren in Chile. Des Weiteren gibt es in der Gemeinde mehrere Thermen und heiße Quellen, die teilweise auch kostenlos zugänglich sind. Im Winter ist das Skizentrum Antillanca eines der größten im Süden Chiles.
Im Sommer wird regelmäßig die Semana Entrelaguina gefeiert.

## Fotogalerie

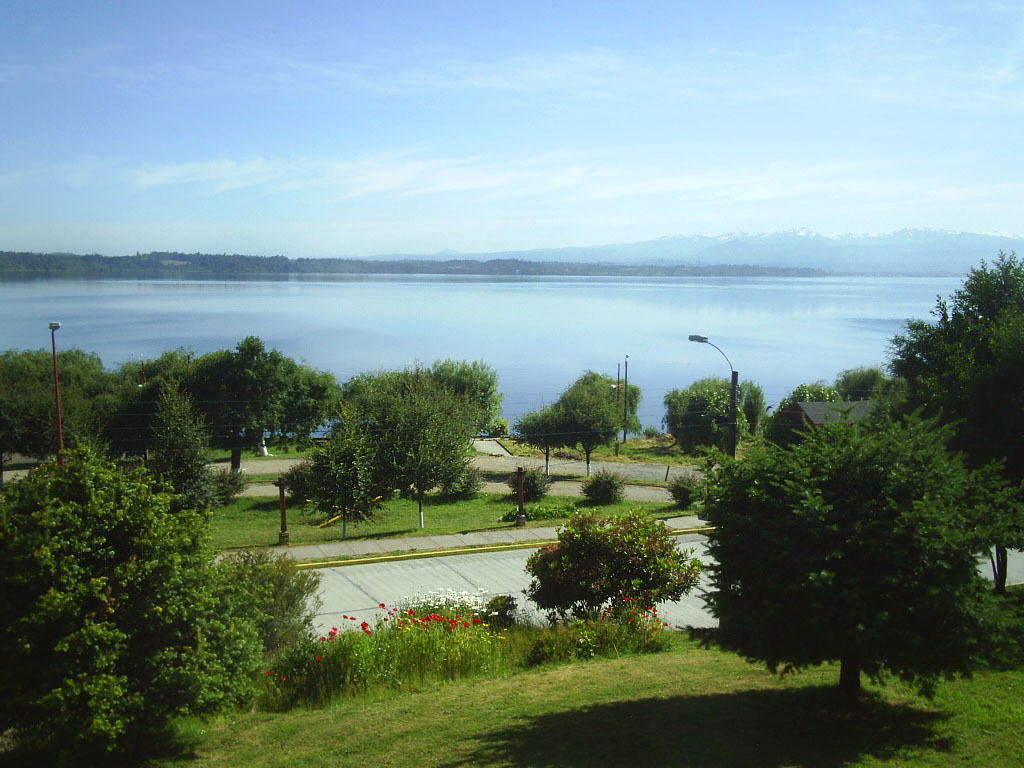
Entre Lagos, der Hauptort der Kommune
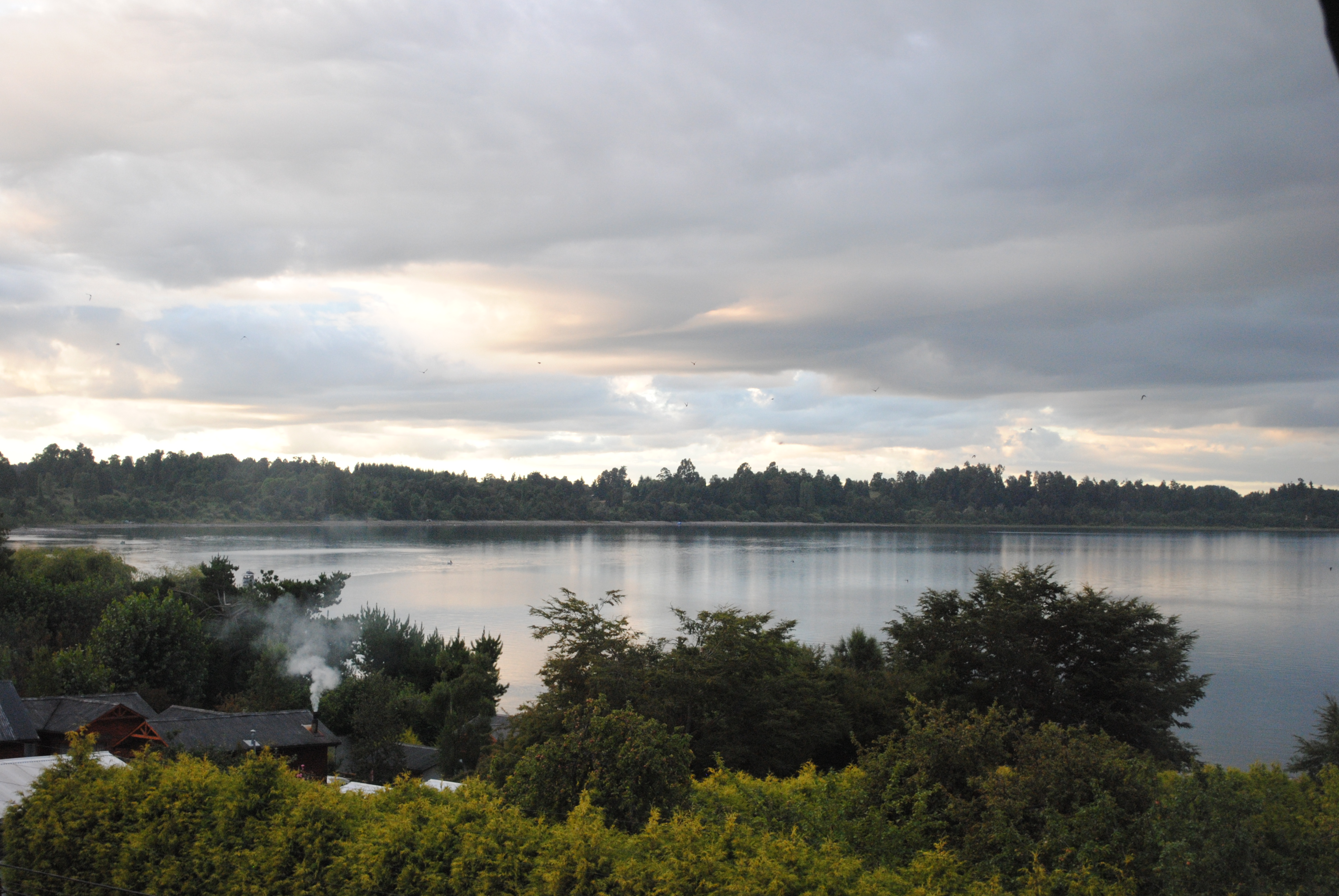
Der Lago Puyehue
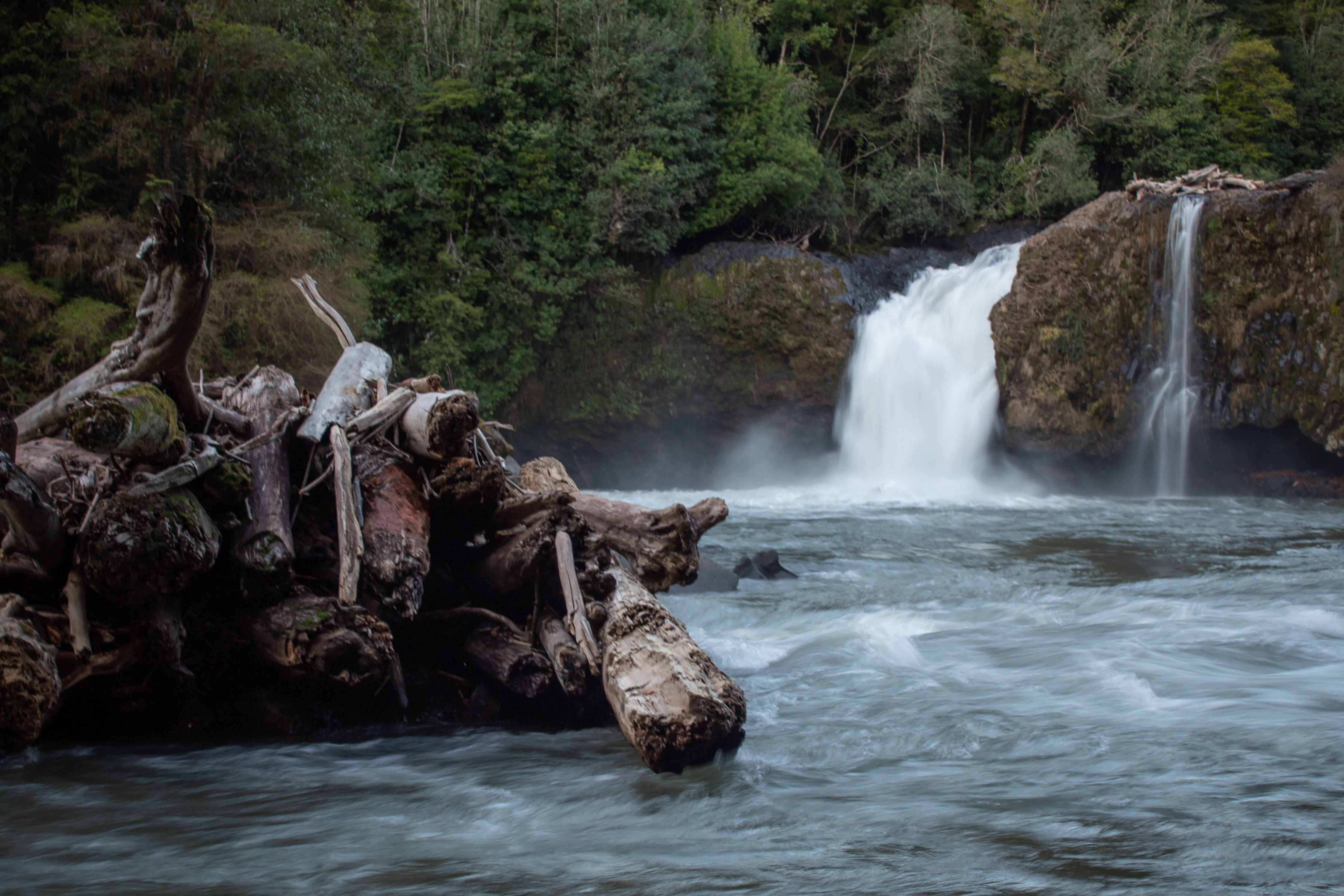
Wasserfall im Nationalpark Puyehue
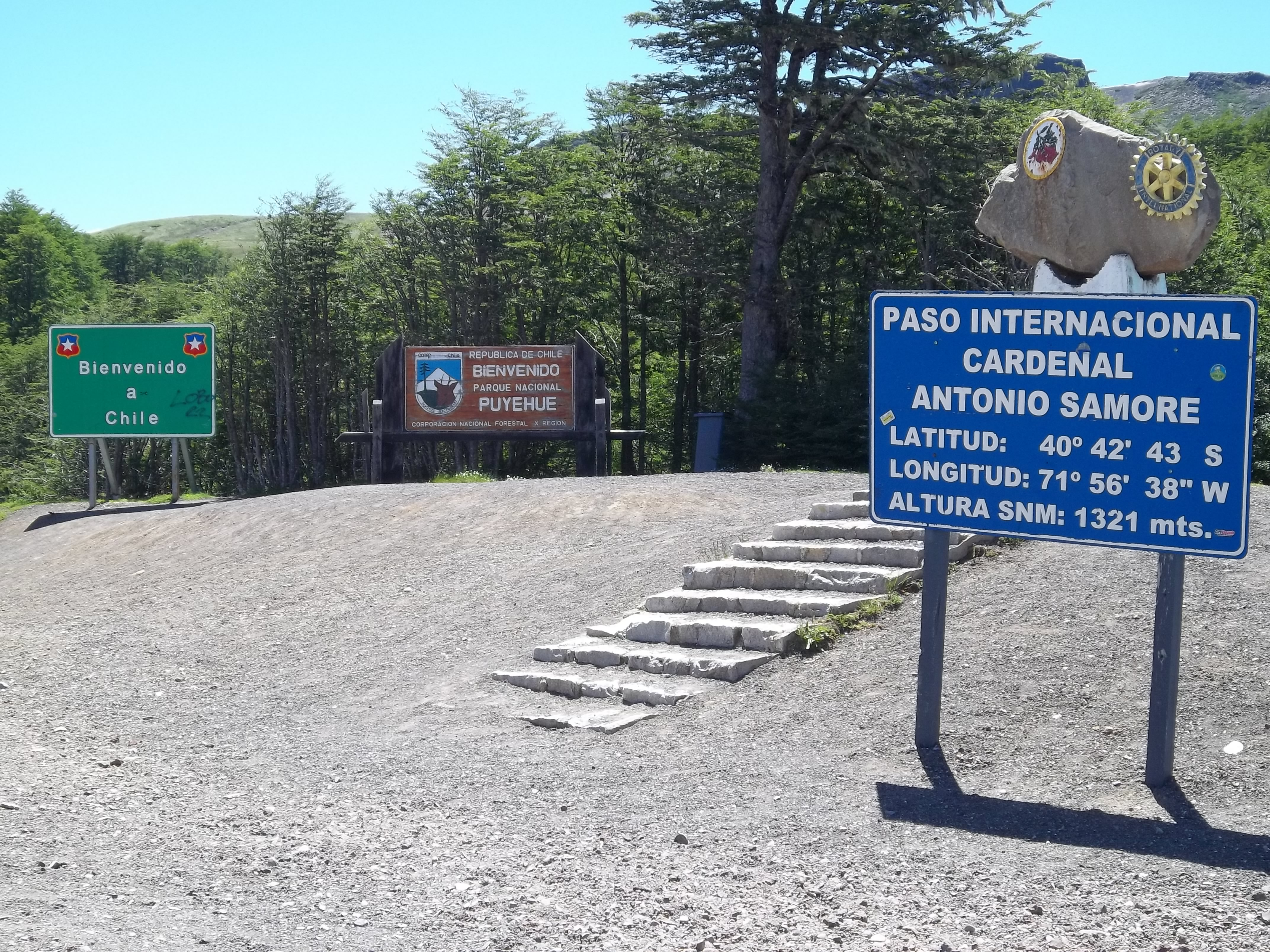
Der Paso Cardenal Samoré
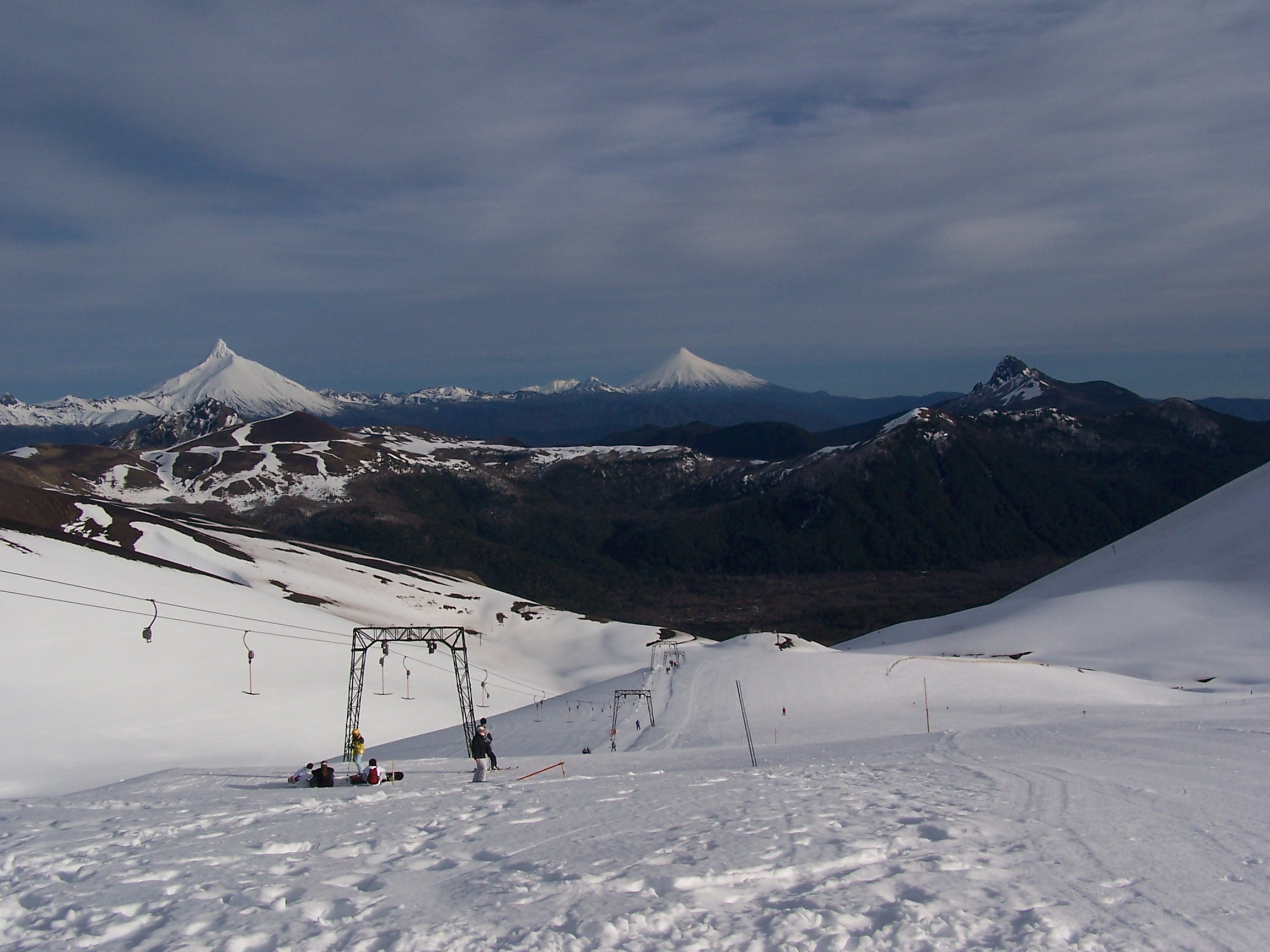
Das Skigebiet Antillanca